# 秦野市立南小学校
秦野市立南小学校（はだのしりつみなみしょうがっこう）は、神奈川県秦野市今泉にある公立小学校である。

## 沿革
出典
- 1892年（明治25年）4月 - 尋常南秦野小学校創立し、授業開始。 今泉の小林弥五衛門氏宅を借家校舎に代用。
- 1893年（明治26年） - 校舎新築。今泉の小林弥右衛門氏所有地を購入。校舎150坪新築し、高等科併置。
- 1906年（明治39年） - 運動会開催。
- 1912年（大正元年） - 実業補修学校を付設（男子部）。
- 1916年（大正5年） - 実業補修学校に女子部を兼設。
- 1919年（大正8年） - 校章制定。
- 1923年（大正12年）
  - 日付不明 - 南秦野尋常高等小学校と改称。奉安殿建設し、御真影遷座式挙行。校旗制定。
  - 9月1日 - 大震災のため校舎全部半潰。臨時休業となる。
  - 日付不明 - 暴風のため校舎50坪全潰。
  - 日付不明 - 校舎737坪を拡張し、第1号校舎移転。同年、校舎50坪を新築。
- 1925年（大正14年） - 鉄筋コンクリート製の門柱を新築。
- 1926年（大正15年） - 2階建て校舎366坪新築落成
- 1929年（昭和4年） - 校舎西側に校舎55坪並便所10坪及家事室16坪新築。
- 1930年（昭和5年） - 貯水池7坪5合（3間～2間3尺）新築。
- 1935年（昭和10年） - 国旗掲揚枠（鉄筋コンクリート）建設。
- 1941年（昭和16年） - 国民学校令により、神奈川県中郡南秦野国民学校と改称。
- 1947年（昭和22年）
  - 4月 - 学制改革により、神奈川県中郡南秦野町立秦野小学校と改称。
  - 5月5日[2] - 南秦野町立南中学校独立（小学校と校舎の一部使用）。
- 1948年（昭和23年） - 南秦野小学校PTA発足。
- 1949年（昭和24年） - 学校給食調理室完成（家事室を模様替え）。
- 1952年（昭和27年） - 創立60周年記念式挙行。
- 1954年（昭和29年） - 給食調理室付属配膳室7坪半増築。
- 1955年（昭和30年）1月1日 - 町村合併により秦野市立南小学校と改称。
- 1956年（昭和31年） - ブロック建6教室増築完成。
- 1959年（昭和34年） - 放送施設・テレビ設置。
- 1961年（昭和36年） - 創立70周年記念式挙行。校歌制定。
- 1963年（昭和38年） - 給食調理室竣工式挙行。
- 1968年（昭和43年） - 善意の池竣工。学校プール完成。
- 1971年（昭和46年） - 西側に運動場拡張。同年、校庭の桜の木「秦野市重要文化財に指定」。
- 1972年（昭和47年） - 創立80周年記念式挙行。
- 1975年（昭和50年）4月 - 4階建鉄筋校舎（西側）完成。
- 1976年（昭和51年）3月 - コンクリート囲い花壇６ヶ所完成。（校舎西側）。
- 1977年（昭和52年）3月 - 岩石園204㎡（8.5×24）完成。
- 1980年（昭和54年）
  - 3月 - 4階建鉄筋校舎（東側）完成。
  - 6月 - 西側木造校舎1階建を解体。校舎南側鉄筋飼育小屋二棟建設。
- 1981年（昭和56年）
  - 4月 - 屋内運動場竣工。
  - 5月 - 学園緑化指定校。
- 1984年（昭和59年）12月 - 校庭の桜「かながわ名木100選」に指定。
- 1989年（平成元年）2月 - 校庭にスプリンクラー設置。
- 1991年（平成3年）11月 - 校舎外壁塗装工事完成。
- 1992年（平成4年）10月 - 創立100周年記念式典挙行し、記念像「未来の手」建立。
- 1993年（平成5年）7月 - ソメイヨシノ支柱設置工事。
- 1994年（平成6年）
  - 8月 - プール一般開放開始。
  - 9月 - 運動場整備工事完成。
  - 12月 - 障害者用トイレ完成。
- 1995年（平成7年）
  - 4月 - 前田夕暮歌碑除幕式挙行。
  - 8月 - 南小学校南門改修工事完了（百周年記念行事）。
  - 11月 - 北側防球ネット設置。
  - 年内 - 防災備蓄庫整備工事完了。
- 1997年（平成9年）8月31日 - 西校舎1階～4階の耐震補強工事完了。
- 1998年（平成10年）
  - 3月 - 飼育舎改築工事完了。
  - 8月 - プールトイレ・更衣室改修工事、公共下水道接続工事完了。
- 1999年（平成11年）
  - 2月 - 桜の木（2本）延命治療完了。
  - 8月 - 東校舎1階～2階の耐震補強工事完了。
- 2000年（平成12年）8月 - コンピュータ室設置。
- 2003年（平成15年）3月 - 西門設置。
- 2004年（平成16年）7月 - 扇風機を各教室に設置。
- 2006年（平成18年）8月 - 西側防球ネット設置。
- 2007年（平成19年）年8月 - 校庭改修工事・校庭南側フェンス改修工事。
- 2008年（平成20年）
  - 1月 - プールサイド及びフェンス・校庭東側フェンス改修工事。
  - 8月 - 校庭南側防球ネット設置。
- 2009年（平成21年）7月 - PTAお父さんクラブにより、校庭桜の木柵改修。
- 2010年（平成22年）3月 - コンピュータ室パソコン20台設置（計40台）。職員用パソコン設置（全員配布）。
- 2011年（平成23年）
  - 3月2日 - 岩石園縮小移設工事。
  - 4月 - 岩石園更地工事。同月、プール塗装工事完了。
- 2012年（平成24年）10月20日 - 120周年記念行事（コンサート等）開催。
- 2013年（平成25年）9月2日 - 二宮金次郎石像除幕式挙行（臼井昭二氏寄贈）。
- 2014年（平成26年）5月 - PTA作業により、校庭遊具改修、タイヤ遊具設置・ペンキ塗り実施。
- 2015年（平成27年）
  - 2月 -  普通教室エアコン設置工事完了。
  - 3月 - 心を紡ぐコンサート開催し、桜の記念植樹。
  - 9月 - 西校舎外壁塗装工事完了。
- 2016年（平成28年）9月 - 東校舎外壁塗装工事完了。
- 2017年（平成29年）
  - 2月 - 新防災倉庫建設完了。
  - 10月 - トイレ改修工事完了（和式から洋式へ）。
- 2018年（平成30年）2月 - プール改修工事完了。
- 2020年（令和2年）9月 - 校庭西側整地作業完了。
- 2022年（令和4年）
  - 3月 - 校庭に新たな桜の木を2本植樹。
  - 11月9日 - 130周年記念航空写真撮影実施。

## 通学区域
出典
- 今泉（861〜863番地、865番地、869番地、871番地、889番地、891番地、892番地、2094番地、2095番地(1号〜3号、5号、7号、8号のみ)、2096〜2099番地を除く）
- 今泉台1丁目
- 今泉台2丁目（1〜4番地）
- 今泉台3丁目
- 今川町（1番地2号を除く）
- 新町
- 鈴張町
- 緑町
- 清水町
- 上今川町
- 平沢（65〜275番地、381〜391番地2号、394番地1号〜395番地1号、433〜483番地、498番地2号以降）

## 主な進学中学校
出典
- 秦野市立南中学校

## 周辺
- 秦野市立南幼稚園 - 同一敷地内で、かつ進学前幼稚園のひとつ。
- 秦野市西町会館
- 白笹稲荷神社
- 秦野市南公民館
- このほか、中小規模のマンション・アパートや老人関係施設も点在する。

## アクセス
- 神奈川中央交通「秦15」・「秦18」の各系統で、「白笹稲荷神社入口」停留所下車後、徒歩1分。
- 小田急電鉄小田原線秦野駅から、
  - 上述の神奈中バスに乗車し5分、「白笹稲荷神社入口」停留所下車後、徒歩。
  - 駅南口から、徒歩約1.25km・約20分（最短ルート移動した場合）。